# Ramón Cobo
Ramón Cobo Antoranz (Madrid, 5 luglio 1928 – Madrid, 13 agosto 2009) è stato un calciatore e allenatore di calcio spagnolo.

## Biografia
Anche suo fratello e suo figlio, rispettivamente José Cobo e Ramón Cobo Arroyo, sono stati calciatori professionisti. Per questo motivo veniva talvolta riportato come Cobo II. Dal 1993 al 2009 ha ricoperto la carica di presidente del Comitato nazionale degli allenatori, sotto l'egida della RFEF.

## Carriera
In attività giocava come difensore. Con l'Atlético Madrid vinse un campionato e una Coppa Eva Duarte

## Palmarès

### Calciatore

#### Competizioni nazionali
- Campionato spagnolo: 1

Atlético Madrid: 1950-1951
- Coppa Eva Duarte: 1

Atlético Madrid: 1951